# 滨海阿雷尼斯
滨海阿雷尼斯（西班牙语）是加泰罗尼亚巴塞罗那省的一个市镇。总面积7平方公里，总人口15 224人（2013年），人口密度2239人/平方公里。